# Largo Actor Dias
O Largo Actor Dias é uma praça na freguesia de Sé da cidade do Porto, em Portugal.

## Origem do nome
Este largo é dedicado ao actor António Dias Guilhermino, mais conhecido por Actor Dias (Maiorca, 28 de março de 1839 — Porto, 26 de novembro de 1893), foi um ator português do século XIX. 

## Acessos
- Estação Aliados (500 m para NE)
- Funicular dos Guindais.